# Grace Min
Grace Min (Atlanta, 6 de maio de 1994) é uma tenista profissional americana, seu melhor ranking de N. 97 em simples pela WTA.

## Grand Slam performance em Simples
| Grand Slam       |     |     |     |     |     |     |     |     |     |
| Australian Open  |     |     |     |     |     | Q2  | Q1  | 1R  | 0–1 |
| Aberto da França |     |     |     |     |     | 1R  | 1R  |     | 0–2 |
| Wimbledon        |     |     |     |     | Q1  | Q3  | Q2  |     | 0–0 |
| US Open          |     |     |     |     | Q1  | 1R  | 1R  |     | 0–2 |
| V-D              | 0–0 | 0–0 | 0–0 | 0–0 | 0–0 | 0–2 | 0–2 | 0-1 | 0–5 |